# Prêmio Leirner de Arte Contemporânea
O Prêmio Leirner de Arte Contemporânea e a Galeria de Arte das Folhas (São Paulo, 1958/1962), foram criados em decorrência da polêmica suscitada pelo corte da maioria dos artistas brasileiros de tendência figurativa, inscritos na 4ª Bienal Internacional de São Paulo, quando o júri foi acusado de privilegiar os concretistas.
Isai Leirner, então diretor-tesoureiro do MAM/SP, que organizava a Bienal, demitiu-se em protesto contra os critérios de seleção e reuniu os principais artistas recusados numa mostra exibida no saguão do edifício das Folhas.
No ano seguinte, no dia 12 de março de 1958, estimulado pelo êxito da mostra, Leirner abriu oficialmente a Galeria de Arte das Folhas. Além da concessão do Prêmio Leirner de Arte Contemporânea - de caráter aquisitivo - que incentivou a arte de tendência abstrata informal, esta atuou na divulgação das artes em São Paulo, promovendo exposições, debates e conferências.
A programação anual da galeria era aberta com uma exposição coletiva, reunindo os expositores individuais do ano anterior, para a escolha dos vencedores do Prêmio Leirner,  cujas obras seriam doadas a vários museus de arte em São Paulo, Rio de Janeiro, Belo Horizonte e Salvador. Com a morte de Isai Leirner (1962), o Prêmio Leirner foi extinto e a Galeria fechada.

## Fundador/Organizador
- Isai Leirner

## Integrantes
Alberto Teixeira, Arcângelo Ianelli, Bonadei, Bruno Giorgi, Domenico Lazzarini, Elisa Martins da Silveira, Fernando Odriozola, Francisco Stockinger, Gisela Eichbaum, Ismenia Coaracy, Ítalo Cencini, José Cláudio, Leopoldo Raimo, Manabu Mabe, Marcelo Grassmann, Maurício Nogueira Lima, Moussia Pinto Alves, Nilson Seoane, Odetto Guersoni, Odila Mestriner, Rita Rosenmayer, Roberto De Lamonica, Sheila Brannigan, Thomaz Ianelli, Tikashi Fukushima,Tomie Ohtake, Trindade Leal, Yolanda Mohalyi, Zaluar.

## Leitura de apoio
- AMARANTE, Leonor. As bienais de São Paulo: 1951 a 1987. São Paulo: Projeto: Banco Francês e Brasileiro, 1989.
- ARTE no Brasil. Apresentação de Pietro Maria Bardi e Pedro Manuel. São Paulo: Abril Cultural, 1979.
- MORAIS, Frederico. Panorama das artes plásticas: séculos XIX e XX. Apresentação de Ernest Robert de Carvalho Mange. São Paulo: Instituto Cultural Itaú, 1989.
- MORAIS, Frederico. Galeria das Folhas. In: _____. Felícia Leirner: a arte como missão. Campos do Jordão: Museu Felícia Leirner, 1991. p. 29-31.
- SOUZA, Fernando Oliveira Nunes de; SIMIONI, Ana Paula Cavalcanti (orientador). Isai Leirner: homem de negócios, homem das artes. 2019. Universidade de São Paulo, São Paulo, 2019. Disponível em: < http://www.teses.usp.br/teses/disponiveis/31/31131/tde-09032020-103736/ >